# Дрицона
Дрицо̀на (на италиански: Drizzona, на местен диалект: la Drisùna, ла Дрисуна) е село в Северна Италия, провинция Кремона, община Пиадена Дрицона, регион Ломбардия. Разположено е на 34 m надморска височина.